# Hégésinous de Pergame
Hégésinous ou Hégésinos (grec ancien Ἡγησίνους), né à Pergame, est un philosophe grec de l'école platonicienne, successeur de Lacydès, après Téléclès et Évandre. Prédécesseur de Carnéade, il fut de 167 à 165 av. J.-C. le neuvième scholarque de l'Académie. On ne sait presque rien de lui.